# Pombal (Portugal)
Pombal ist eine Stadt in Portugal mit 16.884 Einwohnern (Stand 19. April 2021).

## Geschichte
Spuren weisen auf eine Besiedlung seit der Jungsteinzeit. Später befand sich hier eine römische Ortschaft der Provinz Lusitania, wie Funde u. a. von Münzen belegten. Zudem errichteten die Römer hier eine Festung, die nach der arabischen Eroberung ab 711 von den Mauren neugebaut wurde.
Im Verlauf der Reconquista eroberte Afonso Henriques das Gebiet und gab es an den Templerorden. Am Ort Chões fanden sie 1126 eine kleine, heute verschwundene Ansiedlung vor, und sie errichteten die arabische Festung 1128 neu. Der heutige Ort Pombal wurde in dem Zuge neu besiedelt und gilt daher als vom Tempelritter Gualdim Pais gegründet. Der Ort erhielt 1174 erste Stadtrechte. 1509 ließ König D.Manuel I. die Festung erneuern und gab dem Ort 1512 erneuerte Stadtrechte.
Nach seiner Absetzung 1777 ließ sich der absolutistische Premierminister Sebastião José de Carvalho e Melo, Marquês de Pombal (dt.: der Markgraf von Pombal), auf seinen dortigen Besitzungen nieder und ordnete die Unterstadt neu. So wurde am alten Platz (Praça Velha), auf dem der alte Schandpfahl stand, das Gefängnisgebäude errichtet und gegenüber der Getreidespeicher der Stadt. Weitere Bauten und Neuordnungen folgten zum Ende des 18. Jahrhunderts, darunter eine direkte Einbindung des Ortskerns an die königliche Überlandstraße. Im Verlauf der Napoleonischen Invasionen im frühen 19. Jahrhundert erlitt Pombal dann Plünderungen und starke Zerstörungen durch die französische Invasionsarmee, in Folge derer der Ort einen starken Niedergang erlebte und nahezu verlassen blieb.
In der zweiten Hälfte des 20. Jahrhunderts erlangte Pombal dann wieder die Aufmerksamkeit von Verwaltung und Wirtschaft, insbesondere dank seiner zentralen Lage. Seither erlebte die Stadt ein stetiges Wachstum. Zeichen der wiedererweckten Stadt sind die zahlreichen Stadtfeste, oder auch das 1976 eröffnete Teatro Amador, das mit verschiedenen Stücken bereits auf landesweite Tournee ging.
Die bisherige Kleinstadt (Vila) Pombal wurde 1991 zur Stadt (Cidade) erhoben.
Im Garten eines Hauses wurden 2017 Fossilien entdeckt, Paläontologen ergruben hier im August 2022 versteinerte Teile eines außerordentlich großes Skeletts eines Sauropoden.

## Sport
Der Fußballverein Sporting Clube de Pombal ging 1922 aus der Fusion der zwei lokalen Fußballvereine Glória Football-Club und Operário hervor und wurde der zehnte Filialverein des Sporting Clube de Portugal. Er trägt seine Heimspiele im 3.000 Zuschauer fassenden städtischen Stadion (Estádio Municipal de Pombal) aus. Der Verein spielte mehrmals in der dritten Liga, der damaligen IIª Divisão (heute Campeonato Nacional de Seniores), und tritt seit 2013 in Spielklassen des Distriktverbandes an (Stand: Saison 2013/14). Neben Fußball werden im Verein noch weitere Sportarten betrieben, darunter Schwimmen, Karate und Turnen.

## Verwaltung

### Der Kreis Pombal
Pombal ist Sitz eines gleichnamigen Kreises (Concelho) im Distrikt Leiria. Am 19. April 2021 hatte der Kreis 51.170 Einwohner auf einer Fläche von 626,0 km².
Die Nachbarkreise sind (im Uhrzeigersinn im Norden beginnend): Figueira da Foz, Soure, Ansião, Alvaiázere, Vila Nova de Ourém, Leiria sowie der Atlantische Ozean.
Mit der Gebietsreform im September 2013 wurden mehrere Gemeinden zu neuen Gemeinden zusammengefasst, sodass sich die Zahl der Gemeinden von zuvor 17 auf 13 verringerte.
Die folgenden Gemeinden (Freguesias) liegen im Kreis Pombal:

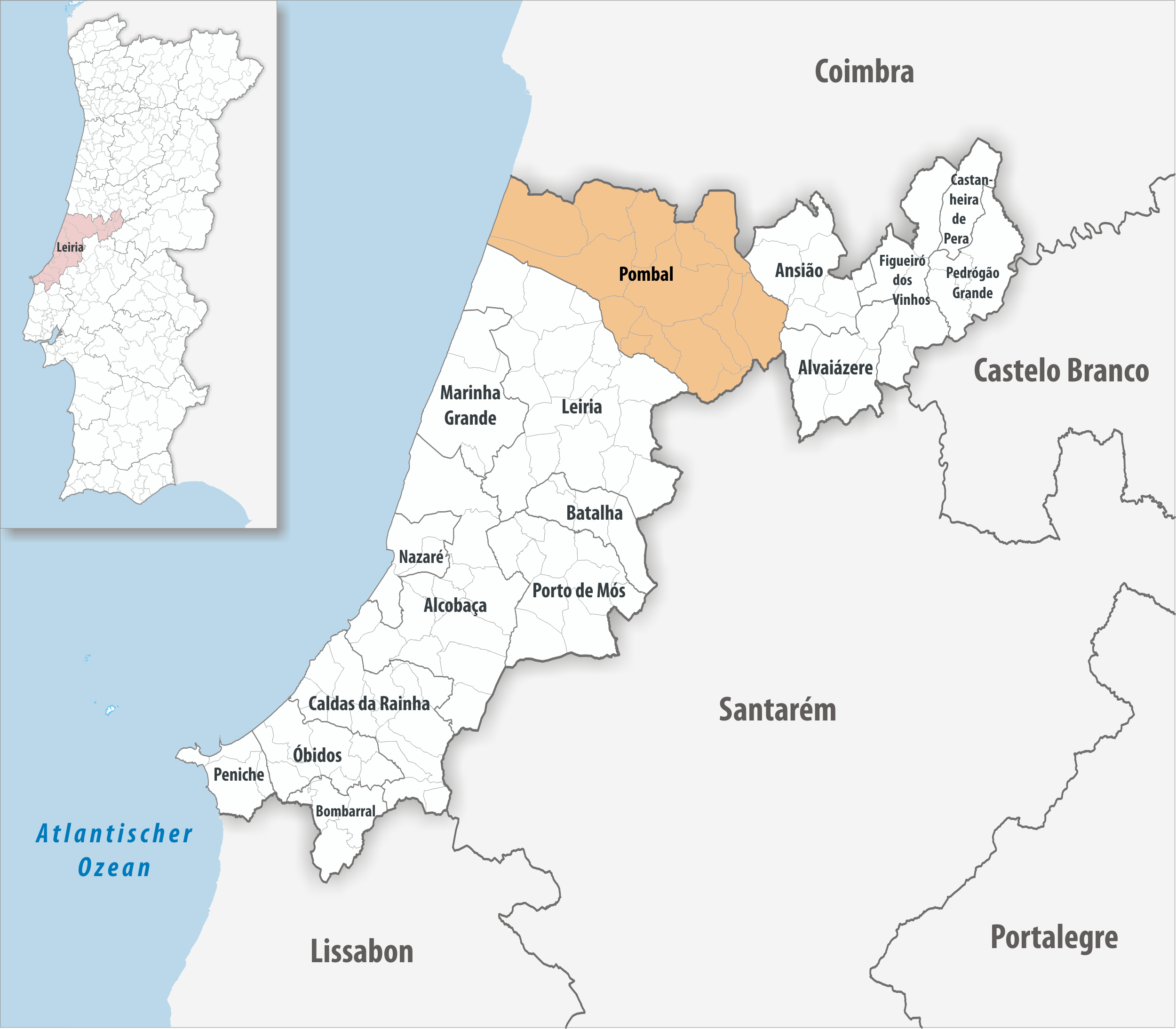
Kreis Pombal

| Gemeinde                                            | Einwohner (2021) | Fläche km² | Dichte Einw./km² | LAU- Code |
| --------------------------------------------------- | ---------------- | ---------- | ---------------- | --------- |
| Abiul                                               | 2.236            | 54,14      | 41               | 101501    |
| Almagreira                                          | 2.774            | 42,61      | 65               | 101503    |
| Carnide                                             | 1.622            | 22,31      | 73               | 101504    |
| Carriço                                             | 3.330            | 83,05      | 40               | 101505    |
| Guia, Ilha e Mata Mourisca                          | 6.039            | 80,37      | 75               | 101518    |
| Louriçal                                            | 4.203            | 47,66      | 88               | 101506    |
| Meirinhas                                           | 1.649            | 8,89       | 186              | 101515    |
| Pelariga                                            | 2.012            | 26,35      | 76               | 101508    |
| Pombal                                              | 16.884           | 93,98      | 180              | 101509    |
| Redinha                                             | 1.869            | 41,39      | 45               | 101510    |
| Santiago e São Simão de Litém e Albergaria dos Doze | 4.715            | 70,88      | 67               | 101519    |
| Vermoil                                             | 2.436            | 22,80      | 107              | 101513    |
| Vila Cã                                             | 1.401            | 31,57      | 44               | 101514    |
| Kreis Pombal (Portugal)                             | 51.170           | 626,00     | 82               | 1015      |

### Bevölkerungsentwicklung
| Einwohnerzahl im Kreis Pombal (1801–2011) | Einwohnerzahl im Kreis Pombal (1801–2011) | Einwohnerzahl im Kreis Pombal (1801–2011) | Einwohnerzahl im Kreis Pombal (1801–2011) | Einwohnerzahl im Kreis Pombal (1801–2011) | Einwohnerzahl im Kreis Pombal (1801–2011) | Einwohnerzahl im Kreis Pombal (1801–2011) | Einwohnerzahl im Kreis Pombal (1801–2011) | Einwohnerzahl im Kreis Pombal (1801–2011) |
| ----------------------------------------- | ----------------------------------------- | ----------------------------------------- | ----------------------------------------- | ----------------------------------------- | ----------------------------------------- | ----------------------------------------- | ----------------------------------------- | ----------------------------------------- |
| 1801                                      | 1849                                      | 1900                                      | 1930                                      | 1960                                      | 1981                                      | 1991                                      | 2001                                      | 2011                                      |
| 6144                                      | 16.828                                    | 34.840                                    | 45.358                                    | 59.931                                    | 53.727                                    | 51.357                                    | 56.299                                    | 55.183                                    |

### Kommunaler Feiertag
- 11. November

### Städtepartnerschaften
- Biscarrosse, Frankreich (seit 1984)
- Oeiras, Portugal (seit 1988)[10]

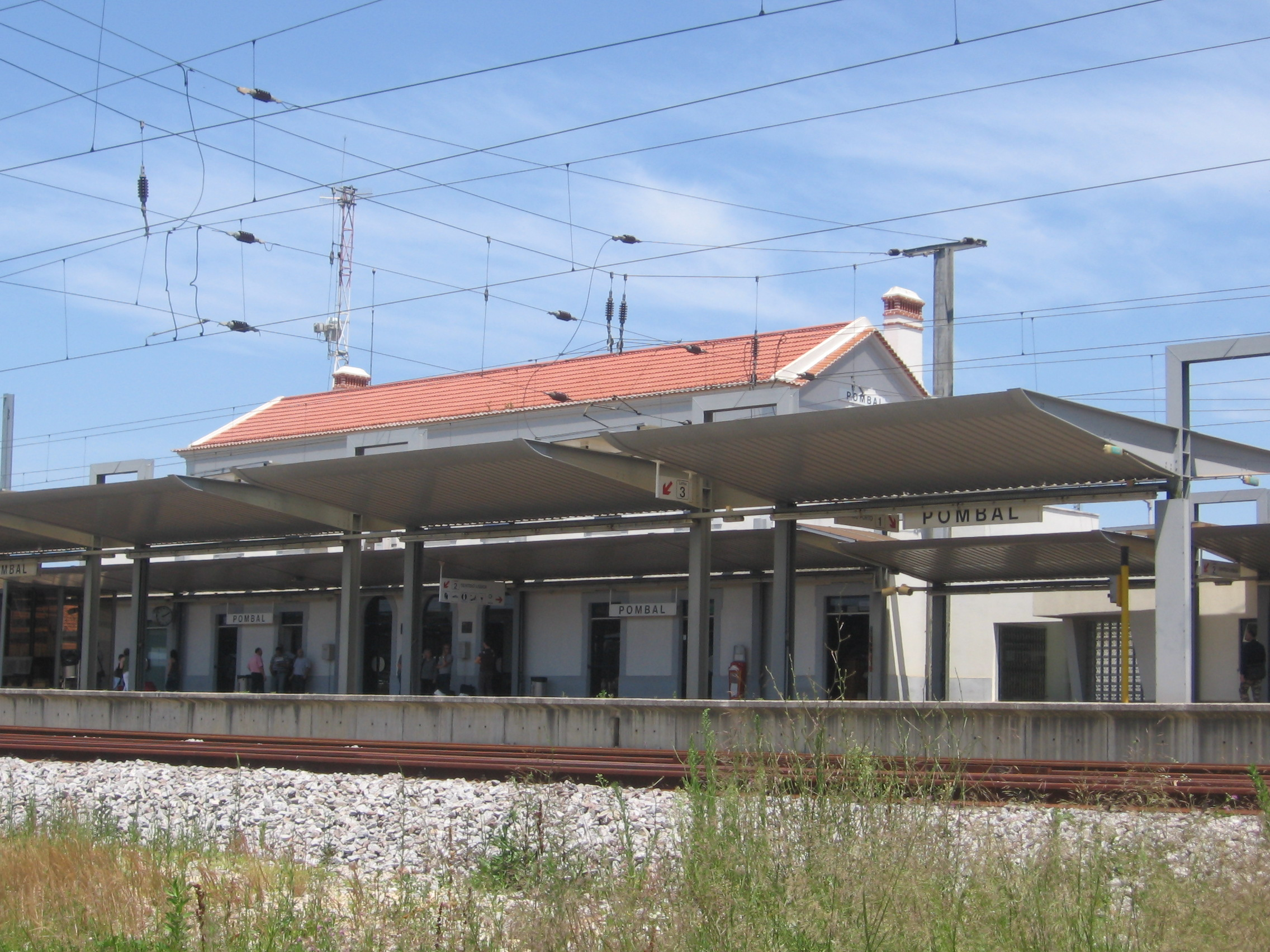
Der Bahnhof von Pombal

## Verkehr
Pombal liegt an der wichtigsten Eisenbahnverbindung des Landes, der Linha do Norte.
Die Stadt ist mit eigenen Anschlussstellen der Autobahn A1 und A34 an das Fernstraßennetz des Landes angeschlossen. Zudem verbindet die IC2 die Stadt mit der etwa 30 km südlich gelegenen Distrikthauptstadt Leiria und dem etwa 40 km nördlich entfernten Coimbra.
Der Öffentliche Personennahverkehr in der Stadt wird durch sieben farblich unterschiedene Buslinien sichergestellt. Diese werden durch das städtische Verkehrsunternehmen POMBUS - Transportes Urbanos de Pombal betrieben. Eine einfache Fahrt kostet 0,70 Euro, zudem werden 10er Karten und verschiedene Abonnements angeboten (Stand Oktober 2021).

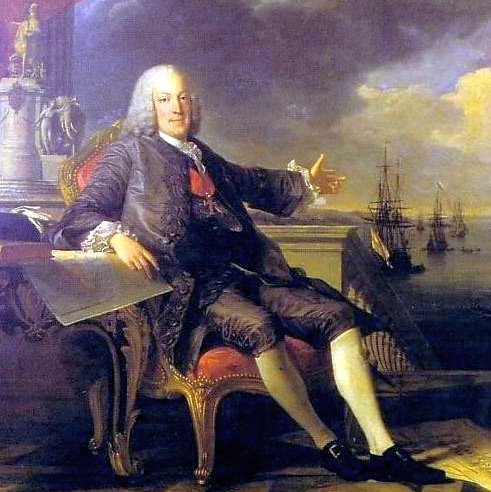
Der Marquês de Pombal

## Persönlichkeiten

### Söhne und Töchter der Stadt
- José Francisco Moreira dos Santos (1928–2023), Altbischof von Uíge in Angola
- Carlos Mota Pinto (1936–1985), Jurist und Politiker, Premierminister (1978–1979)
- José Manuel Monteiro de Carvalho e Silva (* 1959), Arzt, Vertreter der Ärzteschaft
- Diamantino Guapo Antunes (* 1966), katholischer Bischof in Mosambik
- Pedro Roma (* 1970), Fußballspieler
- Tânia Pataco, Fadosängerin
- Carolina Loureiro (* 1992), Schauspielerin und Fernsehmoderatorin

### Pombal verbundene Personen
- João de Barros (1496–1570), Historiker, starb in Pombal
- Sebastião José de Carvalho e Melo (Marquês de Pombal) (1699–1782), Premierminister (1756–1777) und bedeutendster portugiesischer Staatsmann des 18. Jahrhunderts, starb auf seinem Landsitz in Pombal